# Ґрабянув
Ґрабянув (пол. Grabianów) — село в Польщі, у гміні Седльці Седлецького повіту Мазовецького воєводства.
Населення — 979 осіб (2011).
У 1975—1998 роках село належало до Седлецького воєводства.

## Демографія
Демографічна структура станом на 31 березня 2011 року:
|          | Загалом | Допрацездатний вік | Працездатний вік | Постпрацездатний вік |
| -------- | ------- | ------------------ | ---------------- | -------------------- |
| Чоловіки | 479     | 92                 | 346              | 41                   |
| Жінки    | 500     | 116                | 303              | 81                   |
| Разом    | 979     | 208                | 649              | 122                  |